# Vincent Duncker
John Vinzenz Andrew de Villiers "Vincent" Duncker (Wepener, Sud-àfrica, 9 de novembre de 1884 – Sud-àfrica, ?) va ser un atleta alemany que va competir a començaments del segle xx.
El 1906 va prendre part en els Jocs Intercalats d'Atenes, on guanyà la medalla de bronze en la prova dels 110 metres tanques del programa d'atletisme. També disputà les proves del 100, 400 i 800 metres, però en totes elles quedà eliminat en sèries.
Duncker va guanyar diversos campionats alemanys. També aconseguí diversos rècords del món en els anys previs a la fundació de la IAAF.